# Глюки (группа)
Глюки (бел. Глюкі) — белорусская рок-группа, возникшая в 1998 году в Могилёве. Группа играла в стиле рок и панк-рок.

## История группы

### 1998
Первое упоминание о группе «Глюки» приходится на 1998 год. Первоначальный состав коллектива: Алексей Паронкин (вокал, гитара), Кирилл Подлипский (гитара) и Роман Жигарев (бас). Первые репетиции группы проходили на квартире Алексея Паронкіна. Музыканты экспериментировали, играли альтернативный рок, панк и рок-н-ролл.

### 1999—2000
К группе присоединяется барабанщик Григорий Грыбановский. Начинаются репетиции на заводе «Трансмаш». Первый концерт сыгран в доме культуры имени Куйбышева. Группа «Глюки» принимает участие в концертах художественной самодеятельности на заводе «Техноприбор».

### 2001—2002
В группе возникает конфликт между Подлипским и Грыбановским. В результате Подлипский уходит из группы. В это же время к музыкантам присоединяется Марина Грыбановская (клавишные). В «Глюках» появляется свой директор Виталий Шум. В марте 2002 года группа дает серию концертов в Могилеве и приобретает популярность в городе. Выступления «Глюков» выделяются яркой энергетикой и современным звучанием.

### 2003—2007
С 2003 года «Глюки» были участниками многих могилевских концертов и фестивалей. Весной 2004 года группа заняла первое место по популярности среди могилевских рок-групп по результатам опросов, проведенных среди посетителей концертов. 9 января 2005 года в могилевском клубе «Joker» группа представила свой первый альбом «Humanoid». В 2006 году «Глюки» выступили на фестивале «Рок-коронация», а также заняли первое место в хит-параде «Дюжина Хитов» с песней «Осадки». Был издан концертный альбом «Хэдлайн-фест», полностью к изданию подготовлен студийный релиз альбома «Идиотизм». В течение года группа выступала с концертами в Могилеве и Минске. Весной 2006 года в Могилеве создан фан-клуб группы. К группе присоединяется могилевский музыка Станислав Мытник (вокал, гитара) и барабанщик Юрий Дзьюд.
В 2007 году песня «AntiEMO (Parquet)» с будущего альбома «Idyatyzm» попала в хит-парад «Дюжина Хитов» и стала лучшей песней по итогам года.

### 2008—2009
В 2008 году по приезде с фестиваля «Басовішча», в котором они заняли 3 место, 23 июля об уходе из группы сообщили барабанщик Юрий Дзьюд, певец Алексей Паронкин и клавишница Марина Грыбановская. Роман Жигарев и Станислав Мытник обещали закончить работу над альбомом Idyatyzm. Группа «Глюки» в обычном составе прекратил свое существование.

## Дискография

### Альбомы
| Заголовок альбома | Год издания | Издатель |
| ----------------- | ----------- | -------- |
| Humanoid?..       | 2005        | БМАgroup |
| Idyjatyzm         | 2009        | БМАgroup |

### Участие в сборниках
- Budzma The Best Rock / Budzma The Best Rock/New (2009), трэк «Śpi, Moj Kraj»

## Награды
- Песня «Осадки» — лучшая песня 2007 года по версии Дюжины Хитов[3]
- Третье место на конкурсе исполнителей фестиваля «Басовішча-2008»[4]